# Hydrocenidae
Famille
Les Hydrocenidae forment une famille de mollusques gastéropodes. 
Ce sont des escargots terrestres que l'on trouve sur tous les continents, sauf l'Antarctique. 

## Liste des genres

Coquille dHydrocena cattaroensis

Selon ITIS (1 nov. 2011) :
- genre Georissa Blanford, 1884
- genre Hydrocena Preiffer, 1841
- genre Lapidaria Kang, 1986